# RuWa Dellwig
RuWa Dellwig (offiziell: Rasen- und Wassersport 1925 Essen-Dellwig e.V.) ist ein Sportverein aus dem Essener Stadtteil Dellwig. Der Verein wurde am 4. April 1925 als Schwimmverein gegründet. Später kamen noch die Abteilungen Kanu, Wasserball, Turnen und Tischtennis hinzu. Durch den Beitritt des DSC Dellwig 28 im Jahre 2001 erhielt der Verein auch eine Fußballabteilung.

## Abteilungen

### Fußball
Die Fußballabteilung von RuWa Dellwig ist mittlerweile die größte Abteilung des Vereins. Durch die Gründung der Jugendabteilung 1995 und der Fusion mit DSC Dellwig im Jahr 2001 nehmen inzwischen über 220 Spieler am aktiven Spielbetrieb teil. Spielstätte der RuWa-Fußballer ist seit 2018 der Sportplatz Am Sommerbad. Hier findet der Trainings- und Spielbetrieb der Fußballabteilung statt.
Seit dem Abstieg im Jahre 2012 spielten die Fußballer von RuWa Dellwig in der Essener Kreisliga A. Im Jahre 2020 gelang der Wiederaufstieg in die Bezirksliga, ehe es zwei Jahre später wieder runter in die Kreisliga A ging.

### Kanu
1928 wurden die Kanuten gegründet und ließen sich im Bootshaus nieder, welches sie als Lager und als Klubhaus benutzten. Im April 1945 während des Zweiten Weltkriegs wurde das Bootshaus, das Vereinszimmer und die Bootsmaterialien zerstört. Auch einige Vereinskameraden kehrten nach dem Krieg nicht mehr zurück. Im Herbst 1945 fand sich ein kleiner Haufen zusammen, der sich die Wiederbelebung des Vereins als Ziel setzte. Nach 25.000 freiwilligen Arbeitsstunden konnten Bad und Sportbetrieb wieder aufgenommen werden.

### Schwimmen/Wasserball
Die Schwimmabteilung ist die traditionellste Abteilung des Vereins. Schließlich ist RuWa Dellwig 1925 von 29 Dellwigern als Schwimmverein gegründet worden. Das Training fand lange im nicht ausgebauten Freibad an der Kanalbrücke statt. 1961 wurde das Training dann in das Borbecker Hallenbad verlagert.
Die Wasserballabteilung von RuWa Dellwig hat sich 2012 mit den Vereinen SC Aegir Essen 1908 e.V. und Essener Schwimmverein 1906 e. V. zur Sportgemeinschaft Wasserball Essen zusammengeschlossen.
Das Ziel der SG Wasserball Essen ist es, die Mannschaftssportart Wasserball auch in Essen zu erhalten, breit aufgestellt zu sein, um bereits bei den Jüngsten das Interesse für den Sport zu wecken und eine wasserballsportliche Ausbildung bis hin zu den Damen- und Herrenmannschaften leisten zu können.

### Tischtennis
Von den derzeit rund 80 Mitgliedern (50 Erwachsene und 30 Kinder) sind nahezu alle Spieler aktiv in einer Mannschaft gemeldet. Die Abteilung nimmt in der Saison 2019/2020 mit sieben Mannschaften am Wettkampfbetrieb des Bezirks Düsseldorf und des Kreises Essen teil. So gibt es sechs Herrenmannschaften, die von der Bezirksklasse bis in die 3. Kreisklasse gemeldet sind, inklusive einer Senioren-Mannschaft. Beim Nachwuchs hat die Abteilung eine Schülermannschaften im Einsatz.
Die Tischtennismannschaft der Männer gehörte 1981 zu den Gründungsmitgliedern der 2. Bundesliga West. Die größten Erfolge dort waren die vierten Plätze in den Jahren 1983, 1986 und 1987. In der Saison 1987/88 wurde als Fünfter die Qualifikation für die zur noch zweigleisige 2. Bundesliga knapp verpasst.

### Basketball
Die Basketballer stiegen 1974 in die Bundesliga auf. In der folgenden Saison wurden die Dellwiger Letzter und stiegen ab. Gleichzeitig wurde die Mannschaft um Ralph Ogden aufgelöst.

## Freibad Dellwig
Das Freibad Dellwig ist das zweitälteste Essener Freibad und wurde 1927 von RuWa Dellwig erbaut. Nach der vollständigen Zerstörung während des Zweiten Weltkrieges waren es wiederum die RuWa-Mitglieder, die das Freibad wieder aufbauten. Von Anfang an wurde das Bad von RuWa Dellwig verwaltet. Immer wieder drohte die Schließung. So auch 2009. Damals drohte die Schließung des Freibads Hesse, welche durch die Kommunalwahlen am 30. August 2009 verhindert werden konnte.